# Gyaru

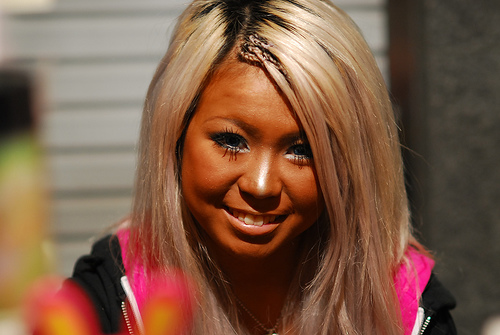
Kogal.

Gyaru ou gal (ギャル prononcé en japonais : [ɡʲa̠ɾɯ̟ᵝ]) est une mode vestimentaire japonaise, affectant particulièrement les jeunes filles et jeunes femmes urbaines.
Souvent une kogyaru est une jeune fille de 15 à 25 ans, aux cheveux décolorés (en blond), au teint parfois artificiellement bronzé (on les appelle alors les ganguro ou mamba/yamamba), portant microjupes, vêtements à la mode et accessoires tape-à-l'œil. Kogyaru (les gal lycéennes) est en fait une sous-catégorie des gal.

## Étymologie
L'étymologie est disputée, le terme est généralement vu comme dérivé du terme japonais 高校 kōkō ou « lycée » mais d'autres pensent que l'origine vient de 子, le kanji pour enfant. Certains ont avancé que le ko serait une contraction de komuro d'après  Tetsuya Komuro, producteur de la chanteuse de J-pop Namie Amuro qui a lancé la mode kogal au début des années 1990, bien que cette hypothèse soit probablement fantaisiste et postérieure. La seconde partie gyaru vient de l'anglais gal (girl). On rencontre parfois l'orthographe kogyaru, qui est la  transcription exacte des kanas コギャル mais qui est beaucoup moins utilisée au quotidien que ce soit par les Japonais ou les étrangers.

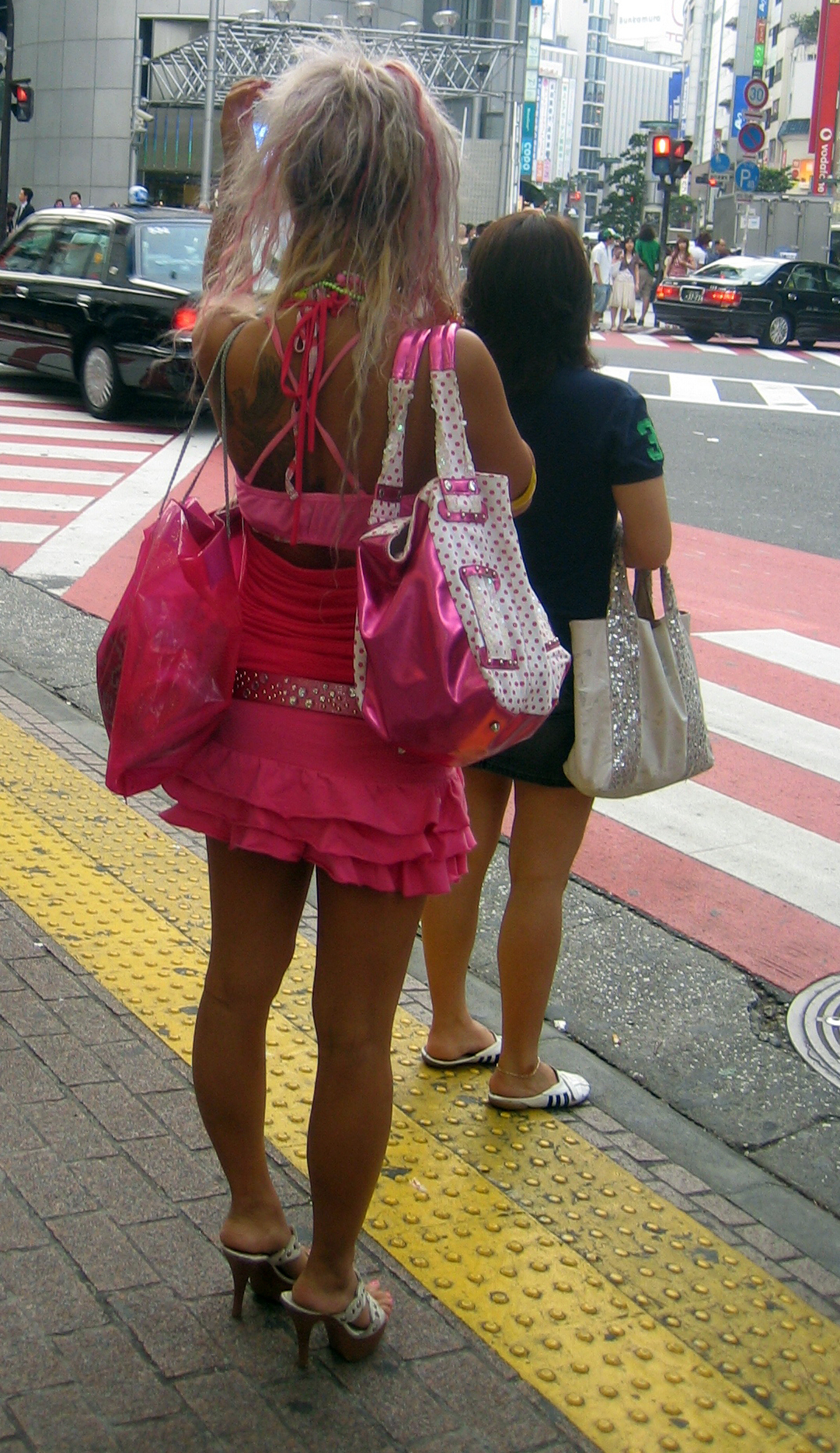
Kogal ou plus probablement yamanba de dos.

## Styles degyaru
- ギャル系 (gyaru-kei) : style gyaru
- アゲ嬢 (agejō)
- 姉ギャル (ane gyaru)

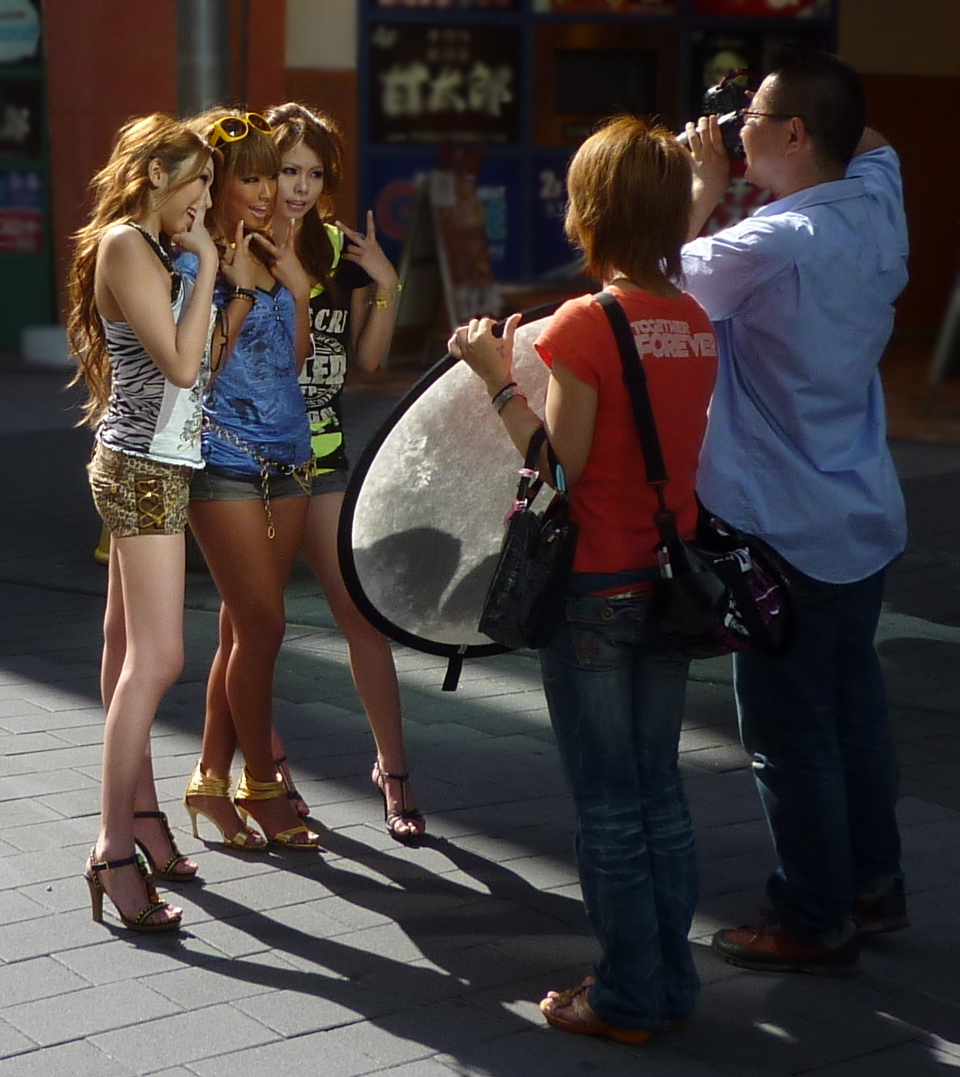
Trois modèles gal photographiés.

- アメカジ (amekaji) : style Américaine décontracté
- バンバ (banba)
- ビビンバ (bibinba)
- 外人ギャル (gaijin-gyaru) ou Western gyaru : gyaru occidentale ou gyaru étrangère
- ガングロ (ganguro)
- ギャル電 (gyaru-den)
- ギャルママ (gyaru-mama)
- ギャル男 (gyaruo) : homme gyaru

- 姫ギャル (hime-gyaru) : princesse gyaru

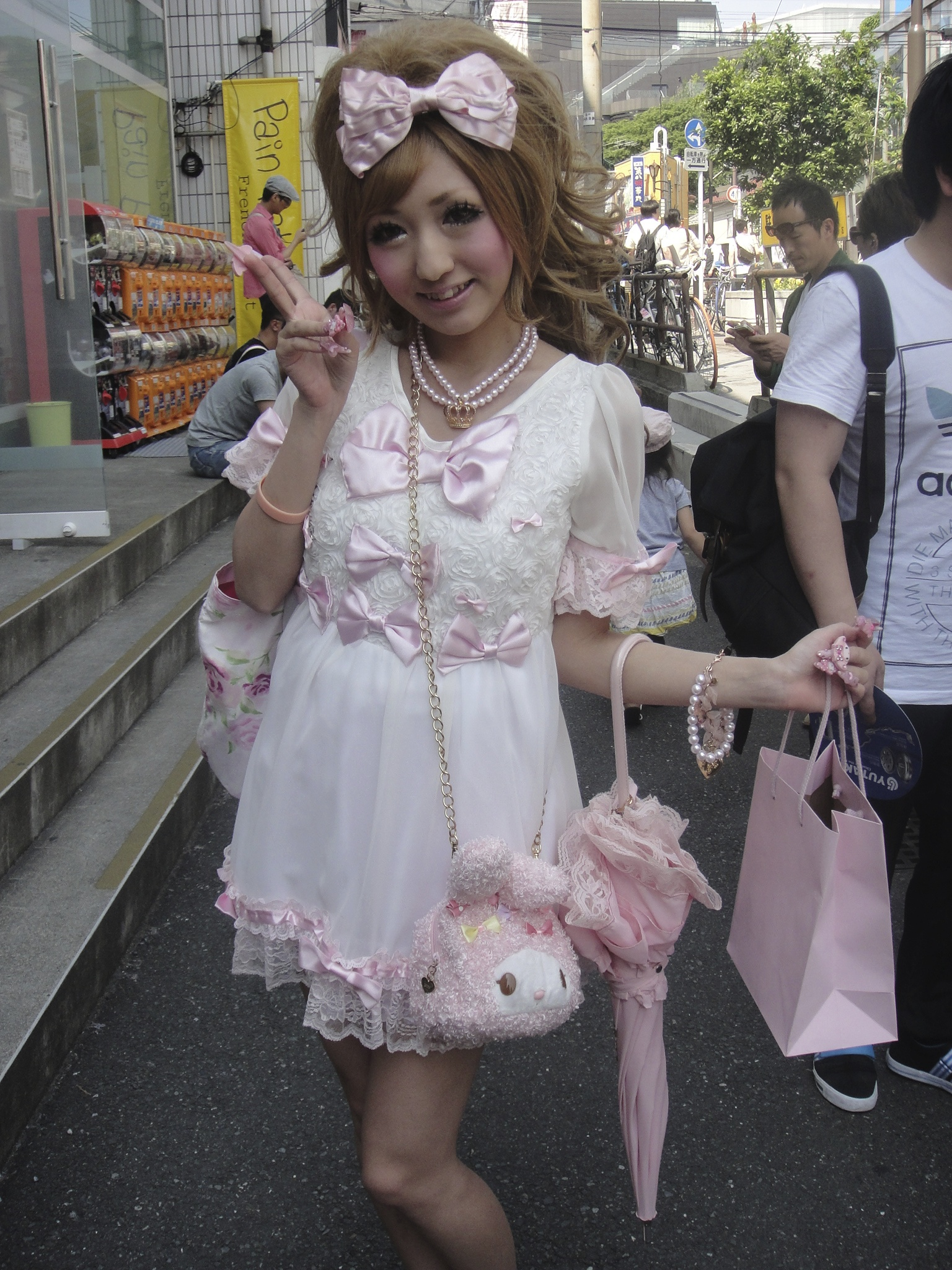
Photo de Himena Osaki, une influenceuse hime-gyaru, le 26 mai 2012.

- 女子高校ギャル (joshi kōkō gyaru) JK gyaru : terme pour kogyaru en uniforme scolaire
- コギャル (kogyaru) : généralement une étudiante lycéenne (高校生 (kōkōsei?))
- キャバ嬢 (kyabajō)
- マンバ (manba)
- ネオギャル (neo-gyaru)
- ロックギャル  (rokku-gyaru) ou Rock gyaru

## Aspect social
Les gal se rencontrent dans les quartiers branchés des grandes villes, comme Shibuya à Tokyo, où elles ont leurs lieux favoris, les grands magasins de vêtements tel que la tour 109 et autres lieux de rendez-vous tels le karaoké et les izakaya (bars-restaurants).
L'image des gal est associée à la prostitution juvénile : nombre de ces jeunes filles ont en effet recours à l'enjo kōsai ou enkō pour se payer les derniers accessoires de mode. Il peut arriver que certaines fuguent et ne fréquentent plus l'école, préférant traîner en groupes de filles dans les quartiers branchés. Aux problèmes d'absentéisme scolaire et de fugue, des cas plus inquiétants de prostitution juvénile peuvent être liés.

## Magazines

### En cours de publication
- popteen
- S Cawaii! - Le sucesseur de Cawaii!
- Ranzuki
- BLENDA
- GISELe
- Bijin Hyakka
- JELLY
- ES POSHH! - Le successeur de Ego system
- Koakuma Ageha
- Happie Nuts
- egg - Le magazine pour hommes eeMen's eggee est le magazine sœur

### Suspendu
- Cawaï!
- Ego system
- Hana*chu→ - Magazine sœur de Cawaii!